# Трећи помесни сабор
Помесни Гангрски сабор  је одржан 340. године. Његов циљ је био осуда месалијанаца, самовољних подвижника који нису признавали црквену јерархију и свете тајне. Сабор је донео двадесет један канон.
Сабор је одржан у граду Гангри, у Пафлагонији. У вези са датумом одржавања сабора износе се различита мишљења: око 340. године епископ Никодим (Милаш), 343. - архиепископ Петар (Л'Хуилиер) или између 362-370. године - професор А. С. Павлов. У раду сабора учествовало је 13 епископа, началствовао је Јевсевије Никомедијски. 
На сабору су учествовали следећи епископи: Јевсевије, Елијејан, Евгениј, Олимпиј, Бифиник, Григорије, Филет, Пап, Еулалије, Ипатије, Проесије, Василије, Вас.
Повод за сазивање сабора била је појава јереси Јевстатија, епископа севастијског и његових следбеника. 
Сабор је усвојио 21 правило, које је ушло у општи законик црквеног права у Православној Цркви. Сабор је саставио и поруку која није ушла у кодекс црквеног права, али је образложила разлоге за сазивање сабора. Сва правила која је усвојио сабор завршавају се (у преводу на црквенословенски) фразом „нека буде под заклетвом“, односно анатемом. Управо на Сабору у Гангри установљен је традиционални канонски облик анатемисања „ако неко... нека буде анатемисан“.